# Maison de Jeff Bezos
La maison de Jeff Bezos est une immense propriété s’étendant sur plus de 2 hectares à Medina dans l'Etat de Washington aux États-Unis.
Jeff Bezos a acheté la propriété pour 10 millions de dollars en 1998 ; elle comprend alors deux bâtiments. Le plus grand est une maison de 1 913 m2 qui possède cinq chambres, quatre salles de bain et un sous-sol de 507 m2 qui a été construite en 2004 et rénovée en 2012. La deuxième est une maison de 771 m2 avec cinq chambres et quatre salles de bain, qui a été construite en 1940 et rénovée en 2000. 
Selon les taxes du comté, ces deux maisons sont évaluées ensemble à 79 200 000 dollars, avec une taxe foncière annuelle de 674 000 dollars.
En 2010, Jeff Bezos a acheté via la société Aspen Ventures LLC la propriété voisine, une maison de 2 241 m2 sur 20 243 m2 (2,03 ha) de terrain ayant appartenu à Peter et Sandra La Haye. Le manoir de style Tudor compte six chambres et six salles de bains et est évalué en 2019 à 44 489 000 dollars, avec une taxe foncière annuelle de 394 000 dollars.
La taxe foncière totale de la propriété est de 1 068 000 dollars, pour une valeur foncière de 124 689 000 dollars.